# Pedagogická fakulta Univerzity Palackého
Pedagogická fakulta (PdF) Univerzity Palackého v Olomouci vznikla krátce po obnovení univerzity, na základě zákona Prozatímního národního shromáždění č. 100/1946 Sb. z 9. dubna 1946. Po reformě učitelského studia roku 1953 byla přeměněna na Vysokou školu pedagogickou, přeměněné roku 1959 na pedagogický institut. Ten byl v letech 1963–1964 včleněn zpět do Univerzity Palackého a vznikla tak opět Pedagogická fakulta.

## Katedry a pracoviště
- Centrum celoživotního vzdělávání
- Centrum jazykové přípravy
- Katedra antropologie a zdravovědy
- Katedra biologie
- Katedra českého jazyka a literatury
- Katedra hudební výchovy
- Katedra matematiky
- Katedra primární a preprimární pedagogiky
- Katedra psychologie a patopsychologie
- Katedra společenských věd
- Katedra technické a informační výchovy
- Katedra výtvarné výchovy
- Ústav cizích jazyků
- Ústav pedagogiky a sociálních studií
- Ústav speciálněpedagogických studií
- Ústav pro výzkum a vývoj

### Účelová zařízení PdF
- Středisko pedagogických a odborných praxí
- Centrum výzkumu zdravého životního stylu
- Centrum prevence rizikové virtuální komunikace (při Katedře českého jazyka a literatury)
- Vysokoškolská psychologická poradna (při Katedře psychologie a patopsychologie)
- Vysokoškolská sociálně-právní poradna (při Ústavu pedagogiky a sociálních studií)

## Seznam děkanů pedagogické fakulty Univerzity Palackého v Olomouci
- 1946 – 1947 prof. RNDr. Vladimír Úlehla
- 1947 prof. RNDr. František Vitásek
- 1948 – 1949 prof. PhDr. Jiřina Popelová-Otáhalová
- 1949 – 1950 prof. PhDr. Miloslav Trapl
- 1950 – 1952 prof. RNDr. Josef Metelka
- 1952 – 1953 doc. PhDr. Václav Křístek
- 1953 prof. RNDr. Josef Šula
- 1953 – 1959 : Vysoká škola pedagogická v Olomouci

- 1959 – 1964 : Pedagogický institut v Olomouci
- 1964 – 1969 doc. PaedDr. Jaroslav Just
- 1969 – 1976 doc. PhDr. Miroslav Kala, CSc.
- 1976 – 1980 prof. RNDr. Josef Klementa, CSc.
- 1980 – 1989 prof. PhDr. Milan Hála, DrSc.
- 1989 – 1991 doc. PhDr. Bohuslav Hodaň, CSc.
- 1991 – 1997 prof. PhDr. František Mezihorák, CSc. (dvě období)
- 1997 – 2003 doc. RNDr. Jan Šteigl, CSc. (dvě období)
- 2003 – 2006 prof. PhDr. František Mezihorák, CSc.
- 2006 – 2014 prof. PaedDr. Libuše Ludíková, CSc. (dvě období)
- 2014 – 2018 doc. Ing. Čestmír Serafín, Dr. Ing-Paed. IGIP
- 2018 – 2022 prof. PaedDr. Libuše Ludíková, CSc.
- 2022 –      doc. PhDr. Vojtech Regec, Ph.D.

## Fotogalerie

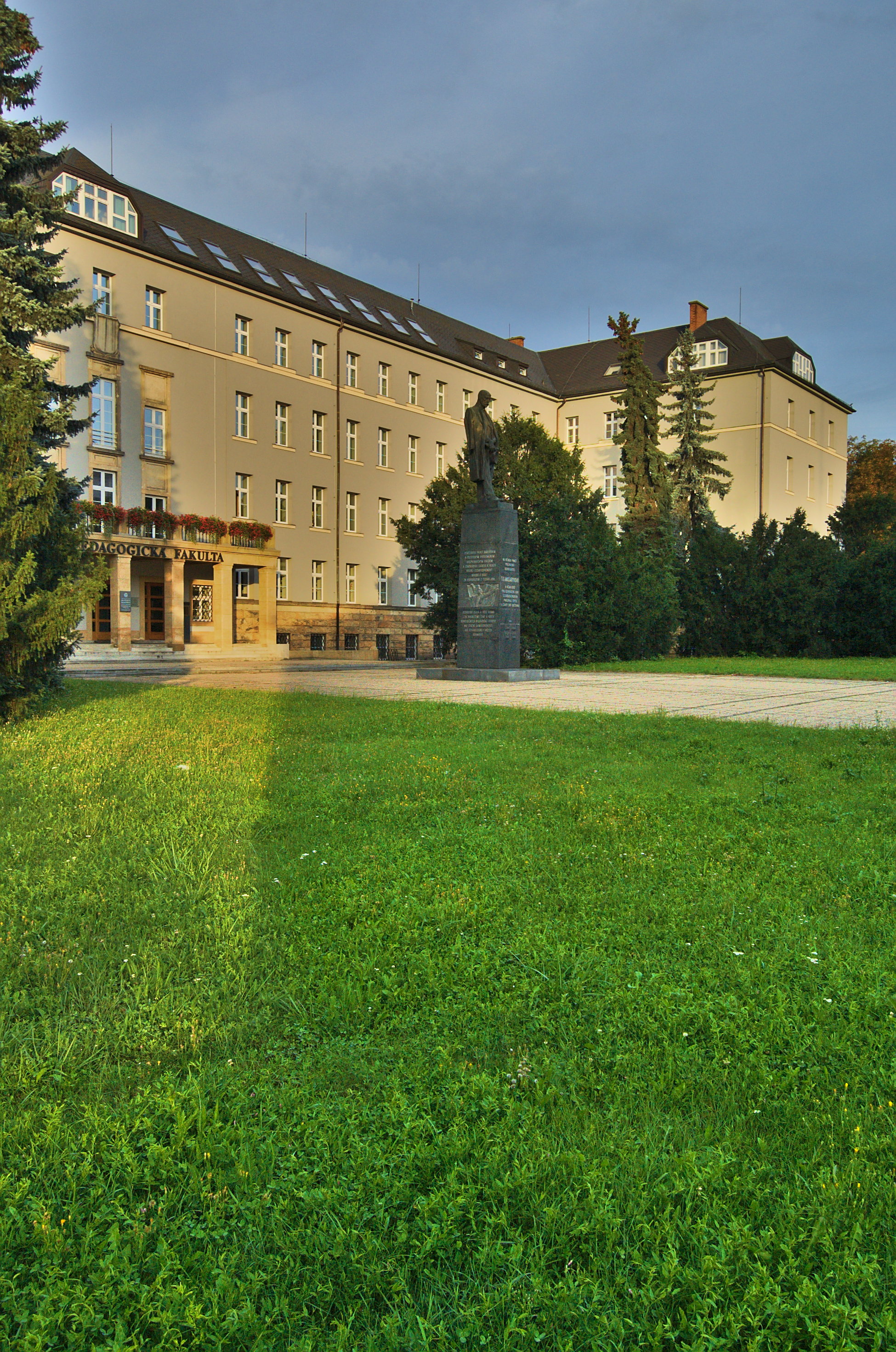
Budova fakulty
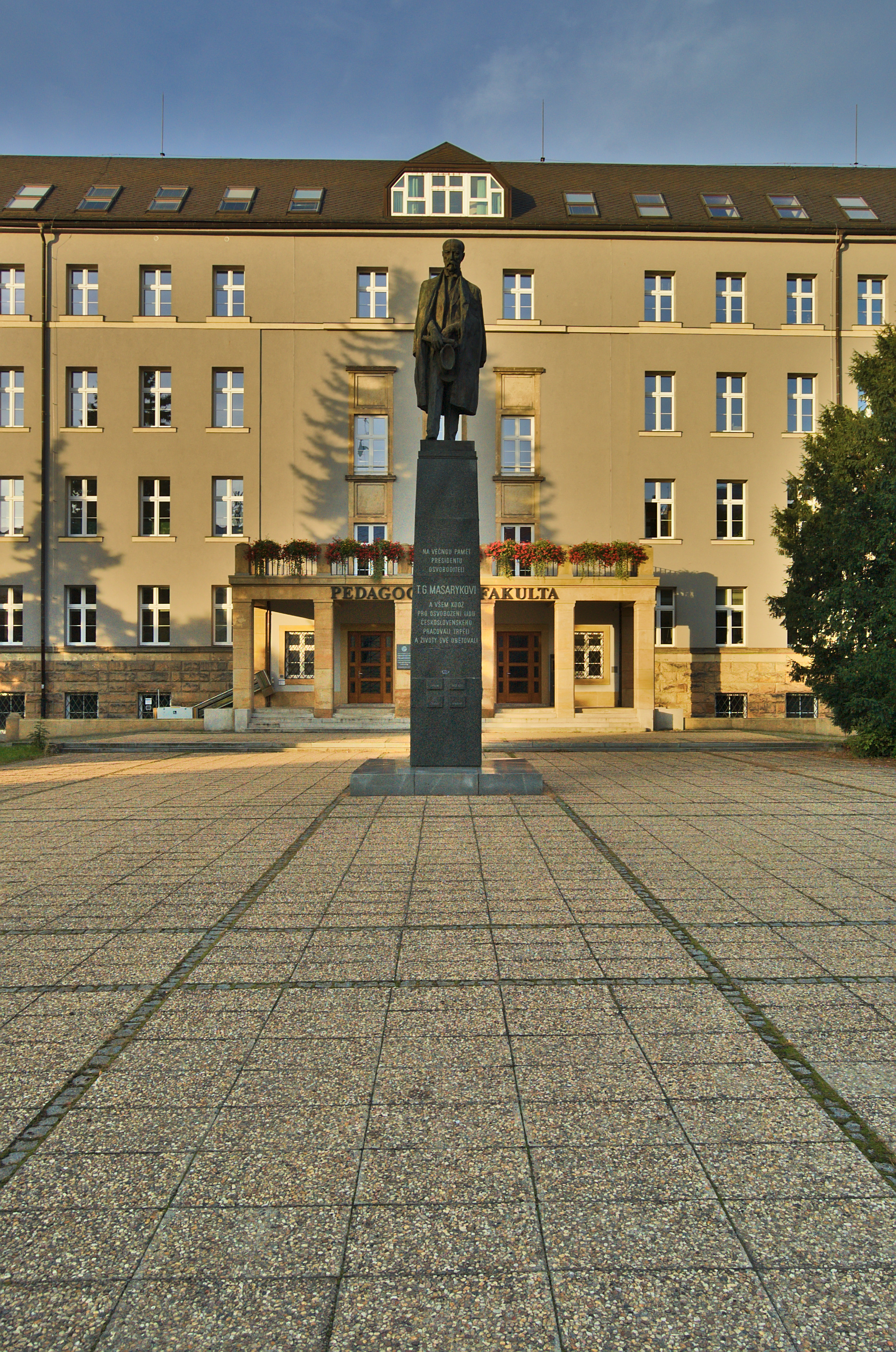
Socha T.G.Masaryka před hlavním vchodem